# Holger J. Jensen
Jens Holger Sophus Jensen (født 21. april 1900 i København, død 24. juli 1966) var en dansk maler og grafiker.
Jensen studerede på Det Kongelige Danske Kunstakademi fra 1921 til 1924. Han studerede efterfølgende grafik under Aksel Jørgensen og afsluttede sine studier i 1930. Inspireret af kubisme og fauvisme samt af Paul Cézannes tilgang til form og farve, malede Jensen alt fra stilleben, portrætter og landskabsmalerier. Kort efter at have forladt kunstakademiet udstillede han sine værker på Kunstnernes Efterårsudstilling i 1927 samt på Charlottenborg. I 1928 var han medstifter af Decembristerne som han var tilknyttet resten af sit liv.
Jensen vendte senere mod ekspressionismen, hvor han malede landskaber, bybilleder og selvportrætter. Han var også aktiv med træsnit og litografi. Dog begrænsede han sit arbejde til undervisning frem for udstillinger. Jensen var en anerkendt lærer på kunstakademiet, idet Helle Thorborg, Erik Hagens og Vera Myhre var blandt hans elever. Han modtog Eckersberg Medaillen i 1951.
Holger J. Jensen ligger begravet på Assistens og Søholm kirkegård i Birkerød.